# La león
La león è un film del 2007 diretto da Santiago Otheguy.
Il film, di produzione argentino-francese, è stato premiato con una menzione speciale dalla giuria del Teddy Award al Festival di Berlino 2007. Ha inoltre vinto il concorso lungometraggi al Torino Gay & Lesbian Film Festival del 2008.

## Trama
Su un'isola nel delta del Paraná in Argentina, Álvaro lavora come pescatore e tagliatore di canne. La sua omosessualità e l'amore per i libri lo rendono un estraneo nel piccolo villaggio in cui vive. Il brutale El Turu capitano de La León, il traghetto della città, considera Álvaro come una minaccia e lo opprime costantemente. Tuttavia, con l'avanzare del tempo, l'attrazione nascosta di El Turu per Álvaro diventa evidente.

## Palmarès
- 2007 - Festival di Berlino 2007 - Teddy Award
  - Menzione Speciale
- 2007 - Buenos Aires International Festival of Independent Cinema
  - Menzione Speciale
- 2007 - Huelva Latin American Film Festival
  - Miglior fotografia a Paula Grandio
- 2008 - Torino Gay & Lesbian Film Festival
  - Miglior lungometraggio